# Theklas Erbschaft
Theklas Erbschaft ist eine kleine Erzählung von Wilhelm Raabe, die im Spätherbst 1865 entstand und 1873 bei Hallberger in Stuttgart in der Sammlung „Deutscher Mondschein“ erschien. Bereits 1868 war die Novelle in der Illustrierten „Über Land und Meer“ abgedruckt worden.
An einem heißen Stuttgarter Julinachmittag des Jahres 1865 erinnert sich der Erzähler an einen nebligen, kühlen Dezembertag während seiner Studentenzeit in Berlin.

## Inhalt
Der Student hat sich im dritten Stockwerk eines „sehr anständigen Hauses“ eingemietet. Die Parteien in dem Berliner Mietshaus beobachten einander genau. An jenem Dezembertag, von dem die Rede ist, steht aber auch ein großes Ereignis bevor. Es erscheint dem Studenten so spektakulär, dass er sämtliche Vorlesungen schwänzt und mit der Begründung auf der Bude bleibt, er müsse das Leben studieren. Anstrengen muss er sich dabei überhaupt nicht. Die Akteure kommen alle auf ihn zu. Zunächst betritt die Wirtin Madam Billig das Zimmer und bespricht den Fall in einer langen Rede, die dicht am Monolog bleibt.
Die umwerfende Neuigkeit ist nun, Herr Lotteriekollekteur Felix Strinazky und Gattin Thekla werden wahrscheinlich heute noch eine größere Erbschaft antreten und somit morgen schon aller Sorgen ledig sein. Theklas Onkel J. J. Krellnagel, Hausbesitzer und emeritierter Korsettenfabrikant, ist, für alle unerwartet, vor seinen Schöpfer hingetreten. Ein Testament hatte der Onkel gemacht. Es soll heute eröffnet werden. Madam Billig rauscht davon.
Als nächster sucht der Lotteriekollekteur die Studentenbude auf und schüttet sein Herz aus. Der Ankömmling muss sich aber gar nicht groß erklären, denn der Student ist aus dem Munde der Wirtin bestens informiert. Strinazky hatte dem Onkel Krellnagel einst ein Lotterielos verkauft. Das gewann. In dem Zusammenhang hatte Strinazky auch noch seine Gattin Thekla gewonnen. Der Lotteriekollekteur gesteht dem Studenten, dass er Thekla zwar wegen des vermögenden Onkels genommen habe, aber die Reaktion des alten Geizkragens auf die Hochzeit der Nichte trotzdem nicht verstehe. J. J. Krellnagel habe nämlich das Paar nach der Hochzeit hinausgeworfen, weil er die Wahl Theklas missbilligt hatte. Der „grauköpfige Barbar und Unmensch“ hatte Thekla kein bisschen unterstützt.
Es kommt, wie es kommen muss. Thekla kehrt allein von der Testamentseröffnung zurück und bittet den Studenten zu sich. Der Student springt die Treppen hinauf zu der schönen Frau. Die Gatten haben jeder einen Löffel geerbt.
J. J. Krellnagel lasse sich von Felix Strinazky nicht über den Löffel balbieren. Theklas Erbstück ist silbern. Der tote Onkel bedeutet der am Boden zerstörten Nichte gleichsam aus dem Grabe heraus, sie sei zwar mit einem silbernen Löffel im Munde geboren, doch es sei nicht des Onkels Schuld, wenn sie den silbernen gegen einen hölzernen Löffel vertauscht habe. Trotz der entgangenen Erbschaft ist für das junge Paar noch nichts verloren. Zwar hat Felix Thekla der Erbschaft wegen geheiratet, doch bei alledem hat sich das Paar lieben gelernt. Thekla befürchtet, dass der Gatte in die Spree geht. Der Student kann denken. In einer überstürzten Aktion beweist der Student Thekla, sie wird noch nicht gleich Witwe werden. Felix sitzt in seinem Lotteriebüro und brütet vor sich hin.

## Rezeption
Die Erzählung trage autobiographische Züge. Fuld gibt wieder, welche Eindrücke Berlin 1854 auf den jungen Studiosen Raabe gemacht habe. Fuld unterstellt Raabe, im Zusammenhang mit der drastischen Einleitung der Erzählung, Schizophrenie in Schüben. Fuld beschreibt Raabes Umfeld der Stuttgarter Jahre (1862–1870) und gibt Koinzidenzen mit der Erzählung an.
Meyen nennt drei weiterführende Arbeiten: Edmund Hoffer (Stuttgart 1873), Hermann Marggraf (Leipzig 1873) und Wilhelm Fehse (Braunschweig 1937).

## Ausgaben

### Erstausgabe
- Deutscher Mondschein. Vier Erzählungen. 261 Seiten. Hallberger, Stuttgart 1873 (enthält: Deutscher Mondschein. Der Marsch nach Hause. Des Reiches Krone. Theklas Erbschaft oder die Geschichte eines schwülen Tages)

### Verwendete Ausgabe
- Theklas Erbschaft oder die Geschichte eines schwülen Tages. S. 145–163. Mit einem Anhang, verfasst von Karl Hoppe, S. 449–454 in Karl Hoppe (Bearb.), Hans Oppermann (Bearb.), Constantin Bauer (Bearb.), Hans Plischke (Bearb.): Erzählungen. Sankt Thomas. Die Gänse von Bützow. Theklas Erbschaft. Gedelöcke. Im Siegeskranze. Der Marsch nach Hause. Des Reiches Krone. Deutscher Mondschein. Vandenhoeck & Ruprecht, Göttingen 1976. Bd. 9.2 (2. Aufl., besorgt von Karl Hoppe), ISBN 3-525-20120-6 in Hoppe (Hrsg.), Jost Schillemeit (Hrsg.), Hans Oppermann (Hrsg.), Kurt Schreinert (Hrsg.): Wilhelm Raabe. Sämtliche Werke. Braunschweiger Ausgabe. 24 Bde.